# Тератозооспермия
Тератозооспермия – это состояние, при котором в сперме содержится большое количество сперматозоидов с аномалиями и дефектами морфологии. Изолированная тератозооспермия относится к состоянию, при котором тератозооспермия является единственной аномалией, обнаруженной в анализе спермы. Процент сперматозоидов с нормальной морфологией составляет менее 4%. Тератозооспермия часто присутствует в сочетании с тяжелой олигоастенозооспермией, но изолированная тератозооспермия (при наличии нормального количества и подвижности) является плохо изученной клинической единицей с противоречивыми последствиями с точки зрения потенциала фертильности и стратегий лечения .
Классификация морфологии сперматозоидов значительно изменилась с момента первого издания Руководства Всемирной организации здравоохранения (ВОЗ) по анализу человеческой спермы. Строгие критерии Крюгера являются наиболее используемой классификацией и, как было показано, коррелируют с результатами фертильности. Существует множество причин тератозооспермии, включая генетические и экологические факторы, а также физические состояния .

## Виды аномалий
Аномалии морфологии сперматозоидов могут быть на головке, средней части, хвосте или в виде избыточной остаточной цитоплазмы. Дефект также может быть в множественных или мономорфных формах. Дефект сперматозоидов определяется как мономорфный, когда все сперматозоиды демонстрируют уникальную и однородную аномалию. У большинства пациентов с мужским бесплодием сперматозоиды имеют разные дефекты, что соответствует полиморфной форме дефекта. Среди всех морфологических дефектов сперматозоидов аномалии головки считаются наиболее тяжелой формой. Два из наиболее часто встречающихся мономорфных тератозооспермических дефектов - это синдром макроцефальной головки (макрозооспермия) и синдром тотальной глобозооспермии .

## Причины тератозооспермии
Этиология тератозооспермии сложна и тесно связана со многими факторами:
1. Профессиональные вредности и токсические вещества
2. Пассивное и активное курение
3. Употребление каннабиоидов
4. Воздействие повышенных температур
5. Избыточная масса тела
6. Тестикулярный рак
7. Варикоцеле
8. Урогенитальные инфекции
9. Гемохроматоз
10. Целиакия 
11. Передозировка или длительное лечение парацетамолом. Влияние парацетамола на качество семенной жидкости

### Генетические причины тератозооспермии
Благодаря постоянному совершенствованию методов исследования, выяснили, что процесс формирования сперматозоидов регулируется генами, и существует тесная связь между генетическими аномалиями и тератозооспермией. Некоторые данные предполагают, что генетические факторы, такие как мутация гена, делеция гена и аномальная экспрессия гена, могут вызывать различные особые типы тератозооспермии. Пациенты с мономорфными дефектами головки сперматозоида, такими как глобозооспермия или макрозооспермия, были проанализированы, что позволило идентифицировать несколько ключевых генов сперматогенеза, таких как AURKC и DPY19L2. Исследование пациентов с другими специфическими дефектами головки сперматозоида, такими как ацефалические сперматозоиды, также позволило идентифицировать новые гены бесплодия, такие как SUN5 . 

## Тератозооспермия и мужское бесплодие
Мужское бесплодие – многофакторное патологическое состояние, поражающее приблизительно 7% мужского населения. Тератозооспермия часто встречается у мужчин из бесплодных пар . Тератозооспермия обычно связана с дефектным спермиогенезом и является расстройством со значительной генетической гетерогенностью. Аномалии в половых хромосомах играют важную роль в тяжелом нарушении сперматогенеза. Сцепленные с аутосомами генные мутации в основном связаны с центральным гипогонадизмом, мономорфной тератозооспермией или астенозооспермией, врожденной обструктивной азооспермией и семейными случаями количественных нарушений сперматогенеза .
Тератозооспермия коррелирует с повреждением ДНК сперматозоидов, повышенным окислительным стрессом, низкой антиоксидантной функцией и апоптотическими изменениями, которые могут привести к нарушению функции сперматозоидов и снижению частоты наступления беременности. Ряд исследований демонстрируют, более высокую частоту наступления беременности у пар, в которых мужчины имели более 4% сперматозоидов с нормальной морфологией. Однако клиническая корреляция между тератозооспермией и результатами вспомогательных репродуктивных технологий (ВРТ) показывает противоречивые данные с недавними метаанализами, предполагающими, что изолированная тератозооспермия не была связана с плохими результатами фертильности от ВРТ и что внутриматочная инсеминация (ВМИ) может быть эффективным вариантом даже при наличии тератозооспермии .

## Лечение
Пациентам с тератозооспермией рекомендован отказ от вредных привычек, нормализация образа жизни, отказ от посещения бань и саун.
В некоторых случаях нарушенная морфология сперматозоидов требует клинического вмешательства для возможности оплодотворения и зачатия. Несколько исследований оценили роль варикоцелэктомии и антиоксидантов в улучшении морфологии сперматозоидов, особенно незрелых сперматозоидов и сперматозоидов с дефектами головки и хвоста на основе классификации Крюгера.
Рекомендованы также методы вспомогательной репродукции для повышения шансов наступления беременности в случае, если другие варианты лечения недоступны или неэффективны .